# 上海市立医院
上海市立医院是中華民國大陸時期上海市的一家醫院，建于1936年，为上海特别市政府为实施大上海计划所建造的市政配套工程，由董大酉设计，陆根记营造厂承造。
上海市立医院是全市医疗中心，包含医药研究、疾病治疗和医学教学三种功能。其中市立医院大部分建筑为4层，建筑面积4676平方米，采用钢筋混凝土结构。首任院长由国立同济大学校长翁之龙兼任。
抗战爆发后，市立医院被日军改为陆军医院，胜利后由国民革命军接管为陆军联勤总医院。
目前上海市立医院旧址位于长海医院内，是中国人民解放军上海血站所在地。